# Xavier de Poret
Pour les articles homonymes, voir Poret.
Xavier de Poret, né le 12 avril 1894 à Dinan et mort le 18 février 1975 à Chambéry, est un artiste peintre animalier, portraitiste et illustrateur français.

## Biographie
Né en 1894, Xavier de Poret est le fils de Charles Marie Maurice de Poret, capitaine commandant au 13e hussards de Dinan, et de Marie Marguerite Hélène de Mousin de Bernecourt. Il grandit au château de Farcy-les-Lys près de Fontainebleau où très tôt il développe un don certain pour le dessin. Entouré d'écuries et de volières, il trouve là des motifs qu'il va décliner tout au long de sa carrière d'artiste animalier : les chevaux et les oiseaux. Mais Xavier de Poret ne se cantonne pas aux animaux. Pendant la guerre de 1914-1918, il réalise déjà de nombreux croquis de soldats. Par la suite on lui connaîtra un talent reconnu de grand portraitiste mondain. Outre ceux des souverains belges et luxembourgeois, on lui doit des portraits équestres de la reine Élisabeth II et de ses enfants le prince Charles et la princesse Anne.   
Xavier de Poret réalise également une série de carrés pour la maison Hermès à Paris : les Poulinières, les Tourterelles, les Mésanges, les Ecureuils, les Teckels, les Biches, les Bottes, les Renards, ...
Le 27 juillet 1920 il épouse Juliette d'Oncieu de la Bâtie. Ils s'installent à Riaz, en Gruyère, où cette dernière est propriétaire du château de Plaisance, ancienne résidence des évêques de Lausanne.

## Œuvres
- S.M. la Reine Elisabeth II. Windsor, Royal Collection
- Le chasseur Clément Geinoz, 1938. Bulle, Musée Gruérien